# Glavna cesta G102
Glavna cesta G102 (G2-102) je glavna cesta drugega reda v zahodni Sloveniji.

## Potek ceste
Cesta kot nadaljevanje italijanske Strade Statale 54 del Friuli vodi od meje pri Stupizzi/Robiču po dolini Nadiže skozi Staro selo do doline Soče, ki jo doseže v Kobaridu. Nato sledi reki do Tolmina in odcepa glavne ceste 103 proti Novi Gorici. Od Tolmina proti jugovzhodu sledi reki Idrijci gorvodno in preko Spodnje Idrije doseže Idrijo. Od tam se cesta nadaljuje skozi kanjon Zale do Godoviča ter do Logatca in se konča na priključku Logatec avtoceste A1.
Dolžina ceste je 96,94 km.
Cesta poteka skozi naselja
- meja z Italijo
- Robič
- Staro selo
- Kobarid
- Mlinsko
- Idrsko
- Tolmin
- Prapetno
- Modrej
- Most na Soči
- Bača pri Modreju
- Idrija pri Bači
- Slap ob Idrijci
- Dolenja Trebuša
- Stopnik, Tolmin
- Reka, Cerkno
- Straža, Cerkno
- Travnik, Cerkno
- Spodnja Idrija
- Idrija
- Jelični Vrh
- Godovič
- Novi Svet
- Hotedršica
- Ravnik pri Hotedršici
- Kalce, Logatec
- Logatec
- priključek Logatec na avtocesto A1